# 제주일보
제주일보(濟州日報)는 제주특별자치도 제주시에서 발행되는 신문이다. 1945년에 제주민보에 이은 제주신보로서 발행되었고, 1962년에 일간 제주신보와 주간 제민일보를 통합해서 일간 제주신문으로 제호를 변경하였으며, 1996년 11월에 세로쓰기 한자의 제주신문에서 한글의 제주일보로서 전면가로짜기 활자가 되었다. 같은 제주도에서 발행되는 신문에 제민일보가 있지만 이는 1962년에 통합된 것과는 다른 신문사로서, 1989년 ∼ 1990년의 제주신문 노사분쟁 사태로 인한 휴간과 동 신문사를 퇴사한 조합원 중심으로 신규 설립된 신문사이다.

## 부도 사태 등
2012년 ㈜제주일보사 김대성 회장의 사기·횡령 등을 원인으로 한 신문사 부도 직전에 기자와 임직원들이 제주일보비상대책위원회를 결성하여 절체절명의 위기 속에서도 휴간 없는 신문발행을 이어 갔으며, 2013년 지역유지인 오영수 등의 도움과 동 비상대책위원회를 중심으로 한 신설법인 ㈜제주일보를 발기·설립하여 일간신문과 인터넷신문 발행을 정상화 하였다.
그리고, 2015년 부터 김대성 기존 대표의 동생 김대형이 대표이사로 있는 (주)제주일보방송과 제주일보 명칭 관련 여러건의 보전처분 및 민사소송, 특허소송, 행정소송, 형사사건 등이 있었는데, 2020년 부터는 승소한 (주)제주일보가 제호를 제주新보에서 제주일보로 다시 환원하여 발행하고 있으며, 한때 제주일보를 위법·불법적으로 발행한 (주)제주일보방송은 뉴제주일보 제호의 일간신문과 인터넷신문을 발행하고 있으나, 2023년 이와 관련해서도 (주)제주일보가 (주)제주일보방송을 상대로 부정경쟁행위 금지 등 및 손해배상 청구 소송을 제소하여 현재 당사자간 소계속중에 있다.
이와는 별도로 청산종결간주의 소멸 법인인 (주)제주일보사는 2021년 (주)제주일보를 상대로 제주일보 상표의 사용금지청구 등의 소를 제소하였는데, 원고측의 소취하서를 제출함에 따라 담당 합의부재판부는 2023년 동 사건에 대한 소송종료선언 판결을 선고하기도 하였다.
또한, 제주월드컵이라 불리는 백호기축구대회는 1971년 제주신문 사장기 축구대회로 창설되어 매년 개최되면서 제주일보 신문사가 주최하는 권위있고 대표적인 제주도내 체육행사로 자리매김 했고, 濟州民報-제주신보-濟州新聞-제주일보-제주新보-제주일보로 제호(명칭)를 변경하면서 발행해 온 일간지의 역사와 전통은 2024년 1월 8일(월) 자 제주일보 지령 2만3천400호를 발간했느데 이는 대한민국의 지방지중에서 최고의 연륜으로 인정되고 있다.